# Battaglia di Fulhope Law
La battaglia di Fulhope Law fu uno scontro fra i predoni scozzesi e le guarnigioni inglesi dei castelli di Jedburgh e Roxburgh nel settembre del 1400; gli Scozzesi furono sconfitti e molti caddero prigionieri. 

## Storia
Robert de Umfreville, guidò le guarnigioni dei castelli di Jedburgh e Roxburgh, infliggendo una sconfitta a un numeroso esercito scozzese a Fulhope Law dopo una tentata incursione. Nei prigionieri furono inclusi molti razziatori di confine come i noti fuggitivi Willie Barde e Adam, Lord Gordon. 